# 卞姓
卞姓為中文姓氏之一，在《百家姓》中排名第86位。

## 字源
“卞”字原写作“弁”。《说文解字·皃部》：“㝸，冕也。……𢍘，籀文㝸，从廾，上象形。弁，或㝸字。”段玉裁注：“弁之讹俗为卞，由隶书而貤谬也。”原象手持冠冕之形，隶变后重组为“丶”“下”两部分，丧失了造字理据。

## 起源
1. 出自姬姓，黃帝之曾孫被封於卞國，其後代以國為氏。[原創研究？]
2. 出自姬姓，周文王第十三子曹叔振鐸的庶出後代，受封於卞邑，以邑為氏。

## 延伸阅读
[在维基数据编辑]
 《百家姓》
 《欽定古今圖書集成·明倫彙編·氏族典·卞姓部》，出自陈梦雷《古今圖書集成》